# 1910–1919
| 1900–1909 | 1910 | 1911 | 1912 | 1913 | 1914 | 1915 | 1916 | 1917 | 1918 | 1919 | 1920–1929 |

Roky 1910–1919, souhrnně zvané 10. léta 20. století, přinesly několik zásadních politických změn. Odstoupil poslední čínský císař. Vypukla první světová válka a v jejím průběhu bolševici v Rusku uskutečnili Velkou říjnovou socialistickou revoluci. Na konci války se Německo stalo republikou, Rakousko-Uhersko se rozpadlo.

## Věda a technika
V roce 1910 vyvinul německý chemik Paul Ehrlich lék salvarsan, který byl prvním účinným prostředkem proti syfilis. Tento lék znamenal zásadní průlom, protože do té doby byla léčba syfilis neúčinná a nebezpečná. Objev salvarsanu zahájil éru chemoterapie a ovlivnil vývoj dalších léků.
Rakouský inženýr Viktor Kaplan sestrojil v Brně vodní turbínu s nastavitelnými lopatkami. Tyto lopatky umožňovaly upravovat úhel podle průtoku vody, což zvyšovalo účinnost turbíny. Kaplanova turbína se díky tomu rozšířila do vodních elektráren po celém světě.
V roce 1911 objevil nizozemský fyzik Heike Kamerlingh Onnes supravodivost, když zjistil, že rtuť ochlazená na teplotu kolem 4,2 K ztrácí veškerý elektrický odpor. Tento jev, kdy některé materiály vedou elektrický proud bez ztrát při velmi nízkých teplotách, nazval supravodivostí.
Německý fyzik Albert Einstein formuloval v roce 1915 obecnou teorii relativity, která zásadně změnila teoretickou fyziku. Tato teorie nahradila Newtonovo pojetí gravitace tím, že ji vysvětlila jako zakřivení časoprostoru. 
Český orientalista Bedřich Hrozný v roce 1915 rozluštil jazyk starověkých Chetitů psaný klínovým písmem. Prokázal, že chetitština patří mezi indoevropské jazyky. Jeho objev umožnil číst tisíce let staré texty a zásadně rozšířil poznání o dějinách a kultuře Chetitů.

## Hlavy států a političtí lídři
- Francie
  - prezident: Armand Fallières (1906–1913), Raymond Poincaré (1913–1920)
- Rusko / Sovětský svaz
  - car: Mikuláš II. (1894–1917), předseda rady lidových komisařů: Vladimir Iljič Lenin (1917–1924)
- Spojené království
  - král: Eduard VII. (1901–1910), Jiří V. (1910–1936)
  - premiér: Herbert Henry Asquith (1908–1916), David Lloyd George (1916–1922)
- Spojené státy americké
  - prezident: William Howard Taft (1909–1913), Woodrow Wilson (1913–1921)
- Papež
  - papež: Pius X. (1903–1914), Benedikt XV. (1914–1922)
- Rakousko-Uhersko
  - císař: František Josef I. (1830–1916), Karel I. (1916–1918),
  - ministerský předseda: Alois Lexa von Aehrenthal (1906–1912), Leopold Berchtold (1912–1915), István Burián (1915–1916), Otakar Černín (1916–1918), István Burián (1918), Gyula Andrássy (1918), Ludwig von Flotow (1918)
  - Československo
  - prezident: Tomáš Garrigue Masaryk (1918–1935)
  - premiér: Vlastimil Tusar (1919–1920)
  - Rakousko
  - prezident: Karl Seitz (1919–1920)
- Německo
  - císař: Vilém II. (1888–1918), prezident: Friedrich Ebert (1919–1925)
- Polsko
  - prezident: Józef Piłsudski (1918–1922)

## Narození a úmrtí
Během tohoto desetiletí se narodili politici John Fitzgerald Kennedy, Ronald Reagan, Nicolae Ceaușescu, Richard Nixon, Nelson Mandela, Eva Perónová, Kim Ir-sen, Augusto Pinochet, Otto von Habsburg, Gerald Ford, Muhammad Rezá Pahlaví, Erich Honecker, Gustáv Husák, spisovatelé Alexandr Solženicyn, Albert Camus, Bohumil Hrabal, František Hrubín, Jiří Orten, Jan Drda, Zdeněk Jirotka a Josef Kainar, herci Lída Baarová, Adina Mandlová, Jiřina Štěpničková, Nataša Gollová, Miroslav Horníček, Rudolf Deyl mladší, Radovan Lukavský, Hana Vítová, Josef Bek, Josef Hlinomaz, Ljuba Hermanová, Ota Sklenčka, Martin Růžek, Vlasta Fabianová, Zita Kabátová, Jiřina Steimarová, Věra Ferbasová, Raoul Schránil, Louis de Funès, Kirk Douglas, Jean Marais, Gregory Peck, umělci Édith Piaf, Frank Sinatra, Jiří Trnka, Otakar Vávra, Ota Ornest, Jiří Kolář a Karel Zeman i osobnosti Miroslav Zikmund, Meda Mládková, Jan Opletal, Otto Wichterle, Josef Bican, Matka Tereza a Alan Turing.
Zemřeli panovníci František Josef I., Eduard VII., František Ferdinand d'Este, Mikuláš II. Alexandrovič, císař Meidži, politici Milan Rastislav Štefánik a Theodore Roosevelt, spisovatelé Lev Nikolajevič Tolstoj, Mark Twain, Karel May, Jack London, Guillaume Apollinaire, Henryk Sienkiewicz, Jaroslav Vrchlický, Josef Václav Sládek, František Gellner, Jakub Arbes, Vilém Mrštík, umělci Gustav Klimt, Egon Schiele, Auguste Renoir, Edgar Degas, Auguste Rodin, Claude Debussy, Gustav Mahler, Mikoláš Aleš, Antonín Slavíček a Herbert Masaryk či další osobnosti jako Robert Koch a Florence Nightingalová.